# Hasle, Luzern
Hasle är en ort och kommun i distriktet Entlebuch i kantonen Luzern, Schweiz. Kommunen har 1 794 invånare (2023).